# Студенец (защитена зона)
Студенец е защитена зона от Натура 2000 по директивата за опазване на дивите птици и за местообитанията. Обхваща система от карстови каньони във водосбора на река Вит – каньоните на реките Чернялка и Каменица, от село Ясен до село Ъглен и други по-малки реки. Заема площ от 27 946,1 ha.

## Флора
Има запазени крайречни местообитания, ливади, пасища и дъбови гори, които са най-често смесени от цер и космат дъб или от цер и благун. Срещат се и смесени гори от мъждрян, келяв габър и сребролистна липа. Пасищата и ливадите са разпръснати сред горите и обработваемите земи и са обрасли главно с тревни съобщества от белизма, луковична ливадина и черна садина, пасищен райграс, троскот и други. В района на селата Садовец и Беглеж се намират обширни ливади, доминирани от черна садина.

## Фауна
В защитена зона са установени са 86 вида птици, от които 39 са включени в Червената книга на България. Срещат се бухал, белоопашат мишелов, градинска овесарка, сив кълвач, земеродно рибарче, ястребогушо коприварче, черен щъркел, осояд, синявица, полска бъбрица. В защитената зона гнезди и световнозастрашеният ливаден дърдавец.